# Bombonijera
Bombonijere (iz francuskog bonbonnière) su posude ili kutije u kojima se bonboni ili praline poslužuju ili prodaju. Također se i specijalizirane trgovine u kojima se prodaju praline, čokolade i bonboni nazivaju bombonijerama.
Mogu biti bogato ukrašene kutije, primjerice od kartona, porculana, kristala ili srebra.